# Хвойная волнянка
Хвойная волнянка (Calliteara abietis) — ночная бабочка семейства волнянок. Может повреждать хвойные деревья.

## Описание
Размах крыльев составляет от 35 до 52 мм.

## Распространение
Вид распространён в Евразии, от западной Европы до Японии, по всей территории России к югу от 60 параллели.

## Биология
Гусеницы питаются на Picea abies, Larix sibirica и Juniperus communis